# Votorantim
Pour l'entreprise voir Groupe Votorantim
Votorantim est une ville brésilienne de l'État de São Paulo. Sa population était estimée à 108 872 habitants en 2010.
La municipalité s'étend sur 184 km2.

## Maires
| Période | Période | Identité               | Étiquette | Qualité |
| ------- | ------- | ---------------------- | --------- | ------- |
| 2009    | 2012    | Carlos Augusto Pivetta | PT        |         |

## Monumentys et lieux d'interes
- Monastère byzantin des fils et filles miséricordieux de la Croix